# Myrmecaelurus atomarius
Myrmecaelurus atomarius is een insect uit de familie van de mierenleeuwen (Myrmeleontidae), die tot de orde netvleugeligen (Neuroptera) behoort. 
Myrmecaelurus atomarius is voor het eerst wetenschappelijk beschreven door Rambur in 1842.